# Truncatella guerinii
Truncatella guerinii é uma espécie de gastrópode  da família Truncatellidae.

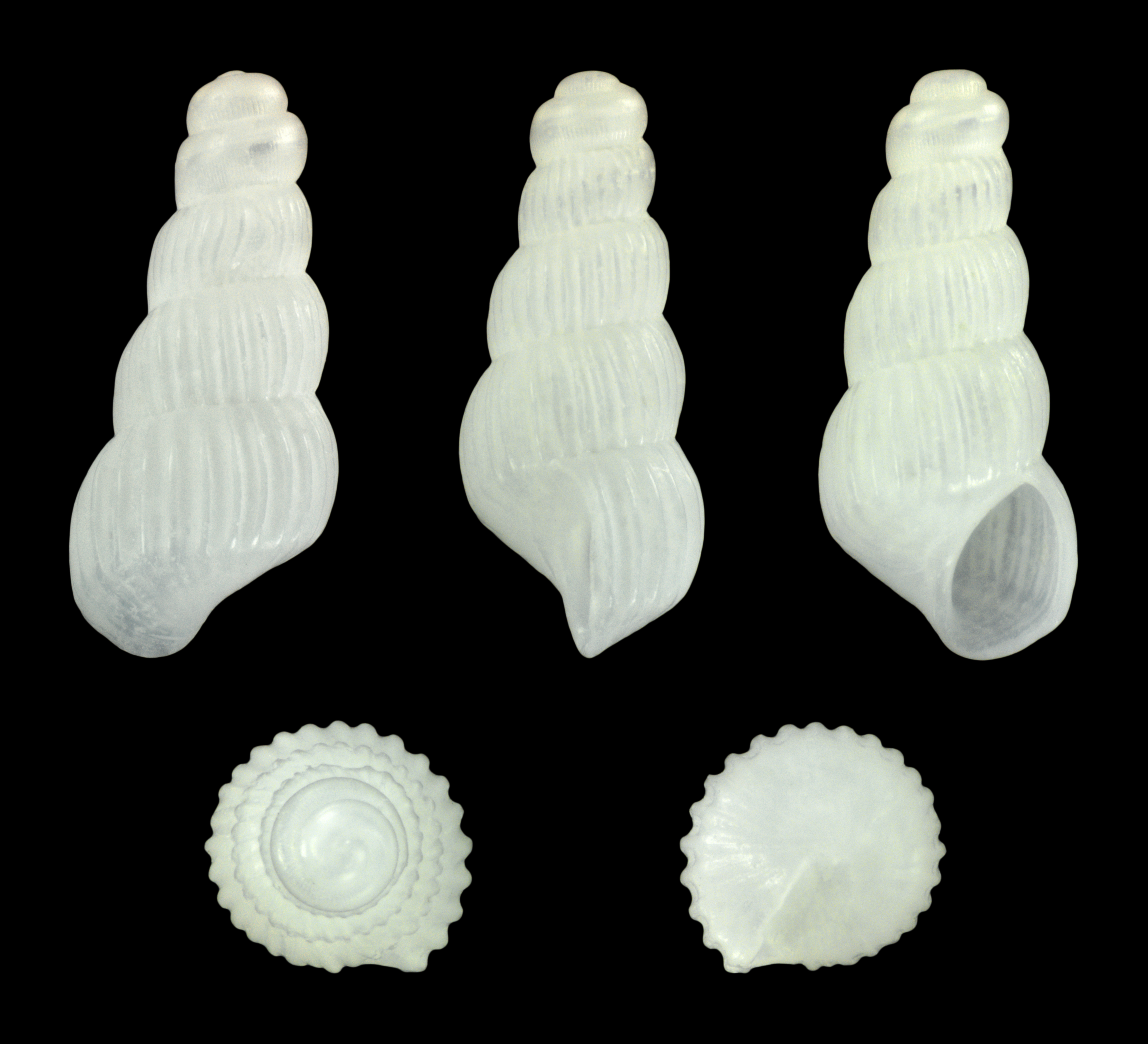
Juvenil

É endémica do Japão.